# Haussegnung
Haussegnung, auch Haussegen, bezeichnet in der katholischen Tradition die bei einem Wohnungswechsel oder Einzug in ein neues Haus stattfindende Segnung. Dieser Brauch ist erstmals im Sakramentar Gelasianum Vetus bezeugt, hier verbunden mit der häuslichen Feier der Eucharistie. In jüngerer Vergangenheit findet der altkirchliche Brauch auch in evangelischen Gemeinden wieder Zuspruch. Die Bibel (vgl. Psalm 141) ist die Grundlage für die Verwendung von Weihrauch bei der Segnung. 
Die Haussegnung stellt ein ganzes Haus oder die Wohnräume unter den Schutz und den Herrschaftsanspruch Jesu Christi.
Das Benediktionale enthält dafür einen Ritus mit Schriftlesung und Segensgebet. Immer gehört zur Haussegnung das Kreuzzeichen und die Besprengung mit Weihwasser, es kann auch die Inzens mit Weihrauch stattfinden.

## Vorgehen, Bedeutung, Geschichte
Ein Priester oder Diakon vollzieht in der Regel die Haussegnung. Eine Andacht mit Segensbitte, Vater unser und Aussprengung von Weihwasser können aber auch Laien gestalten.

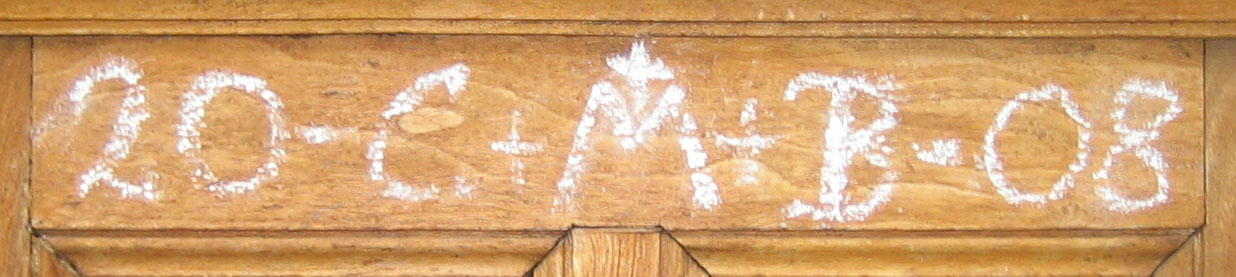
Segensbitte an einer Tür des Klosters Marienberg/Südtirol

Neben dem Segen beim Einzug findet sich auch der im deutschsprachigen Raum weitverbreitete Brauch des jährlichen Haussegens durch die Sternsinger, die am Dreikönigsfest (Epiphanie, 6. Januar) von Tür zu Tür ziehen, mit Weihrauch inzensieren und mit geweihter Kreide die Segensbitte C+M+B +Jahr an die Tür schreiben. Das C+M+B wird dabei entweder als die Anfangsbuchstaben der Heiligen Drei Könige Caspar, Melchior und Balthasar gedeutet, öfter aber als Segensbitte: Christus mansionem benedicat („Christus segne dieses Haus“). Die Hausinschrift an Tür und Türstock geht auf alte Bräuche um Schutz und Eigentum zurück.

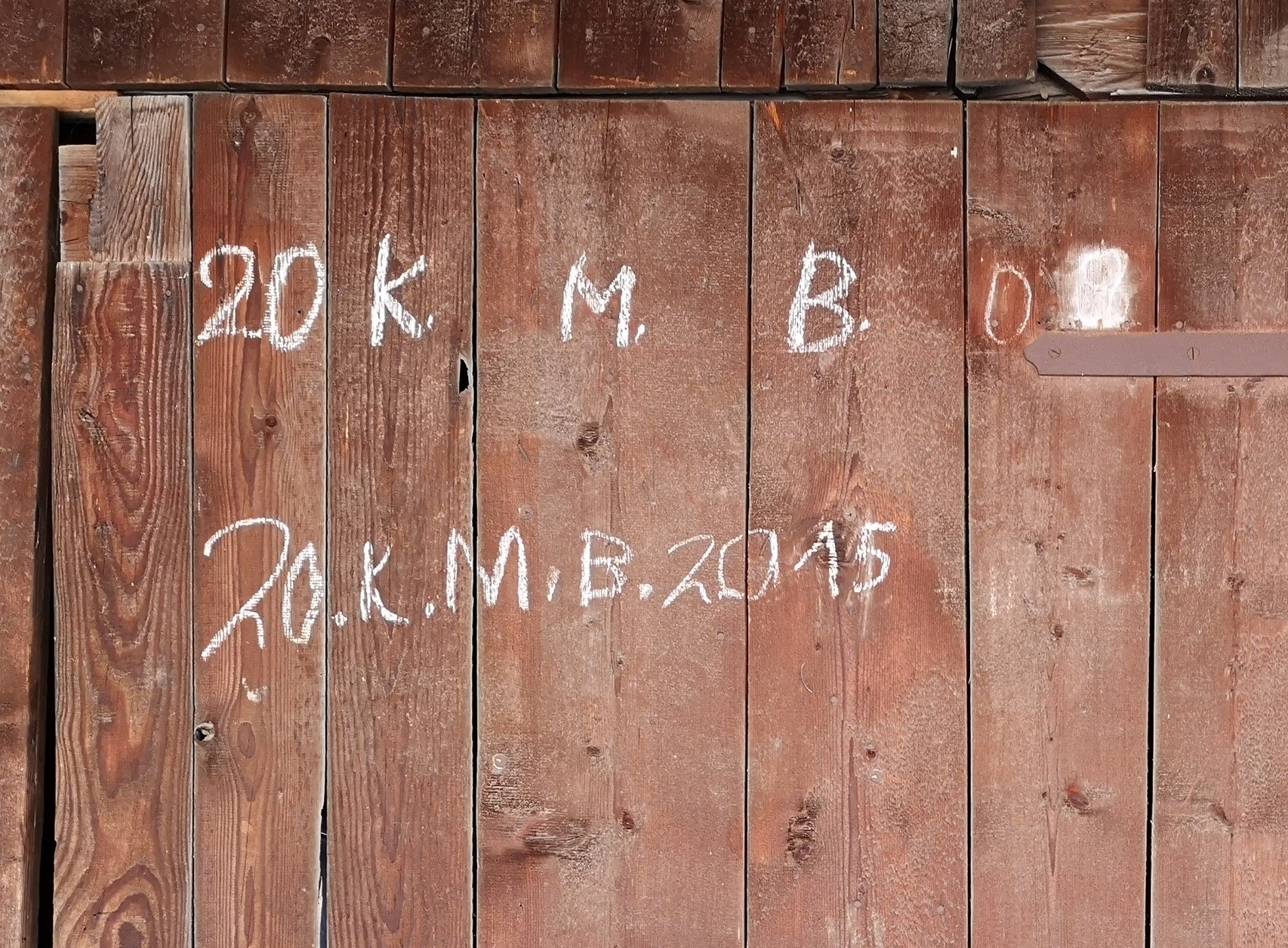
Eine KMB-Kreideaufschrift an einem Stadeltor in St. Georgen bei Gries-Bozen mit offenkundiger Bezugnahme auf Kaspar, Melchior und Balthasar

Das Sternsingersegnen schließt auch an das Brauchtum der Rauhnächte an, in denen zwischen Thomasnacht (21. Dezember) und dem Dreikönigstag in je nach Landstrich bis zu zwölf Nächten mit Gebet, Räucherwerk und anderen Bräuchen Haus, Hof, Einwohner und Vieh gesegnet werden. Diese Volksbräuche sind europaweit verbreitet. Haussegensrituale finden sich auch sonst im Brauchtum, wie der Haussegen im eigentlichen Sinne.